# NGC 2273
NGC 2273 è una galassia a spirale barrata situata nella costellazione della Lince, a una distanza di circa 90 milioni di anni luce dalla nostra Via Lattea.

## Scoperta
La galassia è stata scoperta il 15 settembre 1867 dall'astronomo svedese Nils Christoffer Dunér.

## Descrizione
NGC 2273 presenta una larga riga a 21 cm dell'idrogeno neutro e viene classificata come galassia attiva del tipo Seyfert 1/2. Ha un nucleo con forti emissioni nell'ultravioletto e per questo viene classificata anche come galassia di Markarian e inclusa nel corrispondente catalogo con il codice Mrk 620 (MK 620).
La luminosità di NGC 2273 nel lontano infrarosso (da 40 a 400 µm) è uguale a 1,12 x 1010 {\displaystyle L_{\odot }} (1010,05{\displaystyle L_{\odot }}); la sua luminosità totale nell'infrarosso (da 8 a 1000 µm) è di 1,78 x 1010{\displaystyle L_{\odot }} (1010,25{\displaystyle L_{\odot }}).

NGC 2273 ripresa dal Telescopio spaziale Hubble.

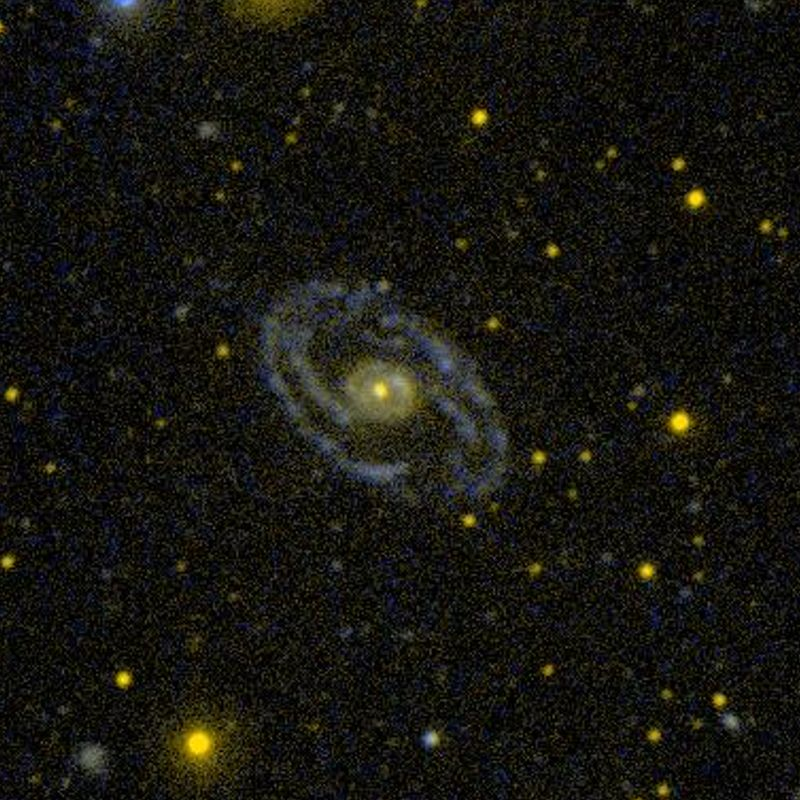
NGC 2273 ripresa nell'ultravioletto dal telescopio spaziale GALEX.

NGC 2273 è stata utilizzata da Gérard de Vaucouleurs come esempio di galassia del tipo tipo morfologico (RR)SAB(rs)a nel suo atlante delle galassie.
Nella classificazione di de Vaucouleurs, la doppia R iniziale (RR) indica che sono presenti due anelli concentrici all'esterno dei bracci galattici, mentre la sigla (rs) indica la presenza di un anello interno e di bracci di spirale attorno al nucleo della galassia.

## Gruppo di NGC 2273
NGC 2273 fa parte di un piccolo gruppo di 4 galassie. Le altre tre galassie del Gruppo di NGC 2273 sono NGC 2273B (UGC 3530), UGC 3504 (NGC 2273A) e UGC 3598. Richard Powell identifica NGC 2273B come UGC 3530, senza però utilizzare la notazione la notazione NGC 2273A pe UGC 3504. Questa notazione è utilizzata anche da Wolfgang Steinicke.